# No Way to Say
No Way to Say è un brano musicale della cantante giapponese Ayumi Hamasaki, pubblicato come trentunesimo singolo, e il suo diciottesimo al numero uno della classifica Oricon. È stato pubblicato il 6 novembre 2003. Il video musicale prodotto per il brano è stato premiato come "Miglior video pop" in occasione degli MTV Video Music Awards Japan 2004, mentre il brano ha vinto il Japan Record Award nel 2003. Il brano è presente nell'album Memorial Address.

## Tracce
CD singolo
Testi e musiche di Ayumi Hamasaki e BOUNCEBACK.
1. No Way to Say
2. No Way to Say (acoustic version)
3. Seasons (acoustic version)
4. Dearest (acoustic orchestra version)
5. Voyage (acoustic orchestra version)
6. No Way to Say (Vandalize/Realize mix)
7. No Way to Say (instrumental) – 4:46

## Classifiche
| Classifica (2003)           | Posizione più alta |
| --------------------------- | ------------------ |
| Oricon Weekly Singles Chart | 1                  |